# Парнума
Пјарну или Пјарнума (ест. Pärnu maakond) је округ у републици Естонији, у њеном југозападном делу. Управно средиште округа је истоимени град Пјарну.
Округ Пјарну је приморски округ у Естонији са широким излазом на Балтик на западу округа. Округ је и јужним делом гранични ка Летонији. На северозападу се округ граничи са округом Љаене, на северу са округом Рапла, на североистоку са округом Јарва и на истоку са округом Виљанди. Западно од округа налазе се значајна естонска острва Саре и Хију.
Округ Пјарну спада у веће округе у Естонији. Највећи је по површини, а у њему живи и 6,6% становништва земље.

## Урбана насеља
- Пјарну
- Синди
- Килинги-Ниме